# Rutambwe
Rutambwe är ett periodiskt vattendrag i Burundi.   Det ligger i provinsen Muyinga, i den norra delen av landet, 140 kilometer nordost om huvudstaden Bujumbura.
Omgivningarna runt Rutambwe är huvudsakligen savann. Runt Rutambwe är det tätbefolkat, med 319 invånare per kvadratkilometer.